# Malicorne-sur-Sarthe
Malicorne-sur-Sarthe és un municipi francès situat al departament del Sarthe i a la regió de País del Loira. L'any 2007 tenia 1.943 habitants.

## Demografia

### Població
El 2007 la població de fet de Malicorne-sur-Sarthe era de 1.943 persones. Hi havia 889 famílies de les quals 320 eren unipersonals (138 homes vivint sols i 182 dones vivint soles), 265 parelles sense fills, 257 parelles amb fills i 47 famílies monoparentals amb fills.
La població ha evolucionat segons el següent gràfic:
Habitants censats

### Habitatges
El 2007 hi havia 1.032 habitatges, 892 eren l'habitatge principal de la família, 65 eren segones residències i 76 estaven desocupats. 923 eren cases i 106 eren apartaments. Dels 892 habitatges principals, 600 estaven ocupats pels seus propietaris, 280 estaven llogats i ocupats pels llogaters i 12 estaven cedits a títol gratuït; 8 tenien una cambra, 79 en tenien dues, 178 en tenien tres, 270 en tenien quatre i 358 en tenien cinc o més. 621 habitatges disposaven pel capbaix d'una plaça de pàrquing. A 419 habitatges hi havia un automòbil i a 330 n'hi havia dos o més.

### Piràmide de població
La piràmide de població per edats i sexe el 2009 era:
| Homes | Edats   | Dones |
| ----- | ------- | ----- |
| 0     | 95 o +  | 0     |
| 0     | 90 a 94 | 20    |
| 12    | 85 a 89 | 28    |
| 16    | 80 a 84 | 24    |
| 44    | 75 a 79 | 28    |
| 76    | 70 a 74 | 96    |
| 52    | 65 a 69 | 84    |
| 32    | 60 a 64 | 44    |
| 28    | 55 a 59 | 32    |
| 68    | 50 a 54 | 48    |
| 44    | 45 a 49 | 56    |
| 52    | 40 a 44 | 64    |
| 52    | 35 a 39 | 20    |
| 60    | 30 a 34 | 76    |
| 56    | 25 a 29 | 68    |
| 32    | 20 a 24 | 20    |
| 24    | 15 a 19 | 40    |
| 32    | 10 a 14 | 60    |
| 48    | 5 a 9   | 48    |
| 40    | 0 a 4   | 28    |

## Economia
El 2007 la població en edat de treballar era de 1.146 persones, 827 eren actives i 319 eren inactives. De les 827 persones actives 730 estaven ocupades (392 homes i 338 dones) i 97 estaven aturades (38 homes i 59 dones). De les 319 persones inactives 153 estaven jubilades, 80 estaven estudiant i 86 estaven classificades com a «altres inactius».

### Ingressos
El 2009 a Malicorne-sur-Sarthe hi havia 891 unitats fiscals que integraven 1.974 persones, la mediana anual d'ingressos fiscals per persona era de 15.767 €.

### Activitats econòmiques
Dels 87 establiments que hi havia el 2007, 4 eren d'empreses extractives, 3 d'empreses alimentàries, 5 d'empreses de fabricació d'altres productes industrials, 6 d'empreses de construcció, 20 d'empreses de comerç i reparació d'automòbils, 3 d'empreses de transport, 10 d'empreses d'hostatgeria i restauració, 7 d'empreses financeres, 2 d'empreses immobiliàries, 5 d'empreses de serveis, 10 d'entitats de l'administració pública i 12 d'empreses classificades com a «altres activitats de serveis».
Dels 32 establiments de servei als particulars que hi havia el 2009, 1 era una gendarmeria, 1 oficina de correu, 5 oficines bancàries, 1 taller de reparació d'automòbils i de material agrícola, 1 paleta, 2 guixaires pintors, 1 fusteria, 2 lampisteries, 1 electricista, 6 perruqueries, 1 veterinari, 5 restaurants, 2 agències immobiliàries i 3 salons de bellesa.
Dels 9 establiments comercials que hi havia el 2009, 1 era una botiga de menys de 120 m², 2 fleques, 2 carnisseries, 1 una llibreria, 1 una botiga de mobles, 1 una botiga de material esportiu i 1 una floristeria.
L'any 2000 a Malicorne-sur-Sarthe hi havia 24 explotacions agrícoles que ocupaven un total de 620 hectàrees.

## Equipaments sanitaris i escolars
El 2009 hi havia 1 farmàcia i 1 ambulància.
El 2009 hi havia 2 escoles elementals. Malicorne-sur-Sarthe disposava d'un col·legi d'educació secundària amb 425 alumnes.

## Poblacions més properes
El següent diagrama mostra les poblacions més properes.